# Prvački trofej 1986. (hokej na travi)
8. Prvački trofej se održao 1986. godine.

## Mjesto i vrijeme održavanja
Održao se od 4. do 11. travnja 1986.
Susreti su se odigrali u Karachiju u Pakistanu.

## Sudionici
Sudjelovali su domaćin Pakistan, branitelj naslova Australija, Uj. Kraljevstvo, Indija, Nizozemska,  i SR Njemačka.

## Natjecateljski sustav
Ovaj turnir se igralo po jednostrukom ligaškom sustavu. Za pobjedu se dobivalo 2 boda, za neriješeno 1 bod, a za poraz nijedan bod. 
Susrete se igralo na umjetnoj travi.

## Rezultati
```
* Nizozemska - Australija            1:4
* Pakistan - Uj. Kraljevstvo         1:1
* SR Njemačka - Indija               3:0
```

```
* Nizozemska - Uj. Kraljevstvo       2:1
* SR Njemačka - Australija           3:2
* Pakistan - Indija                  2:3
```

```
* Uj. Kraljevstvo - SR Njemačka      1:1
* Nizozemska - Pakistan              0:0
* Indija-Australija                  0:3
```

```
* Nizozemska -Indija                 1:3
* Australija - Uj. Kraljevstvo       3:2
* Pakistan - SR Njemačka             1:1
```

```
* Nizozemska - SR Njemačka           1:2
* Pakistan - Australija              3:1 
* Indija - Uj. Kraljevstvo           0:1
```

```
Završni poredak:
```

```
 1. 
 SR Njemačka         5     3     2     0     (10 :  5)        
8

 2. 
 Australija          5     2     1     2     (12 :  9)        
5

 3. 
 Pakistan            5     1     3     1     ( 7 :  6)        
5

 4. 
 Uj. Kraljevstvo     5     1     3     1     ( 6 :  6)        
5

   
 5. 
 Indija              5     2     0     3     ( 6 : 10)        
4

 6. 
 Nizozemska          5     1     1     3     ( 5 : 10)        
3
```

| Pobjednici              |
| ----------------------- |
| SR Njemačka Prvi naslov |

## Najbolji sudionici
| Najbolji strijelac | Pogodaka  |
| ------------------ | --------- |
| Hasan Sardar       | 3 pogotka |
| Carsten Fischer    | 3 pogotka |
| Mark Hager         | 3 pogotka |
| Neil Hawgood       | 3 pogotka |